# Dun Telve

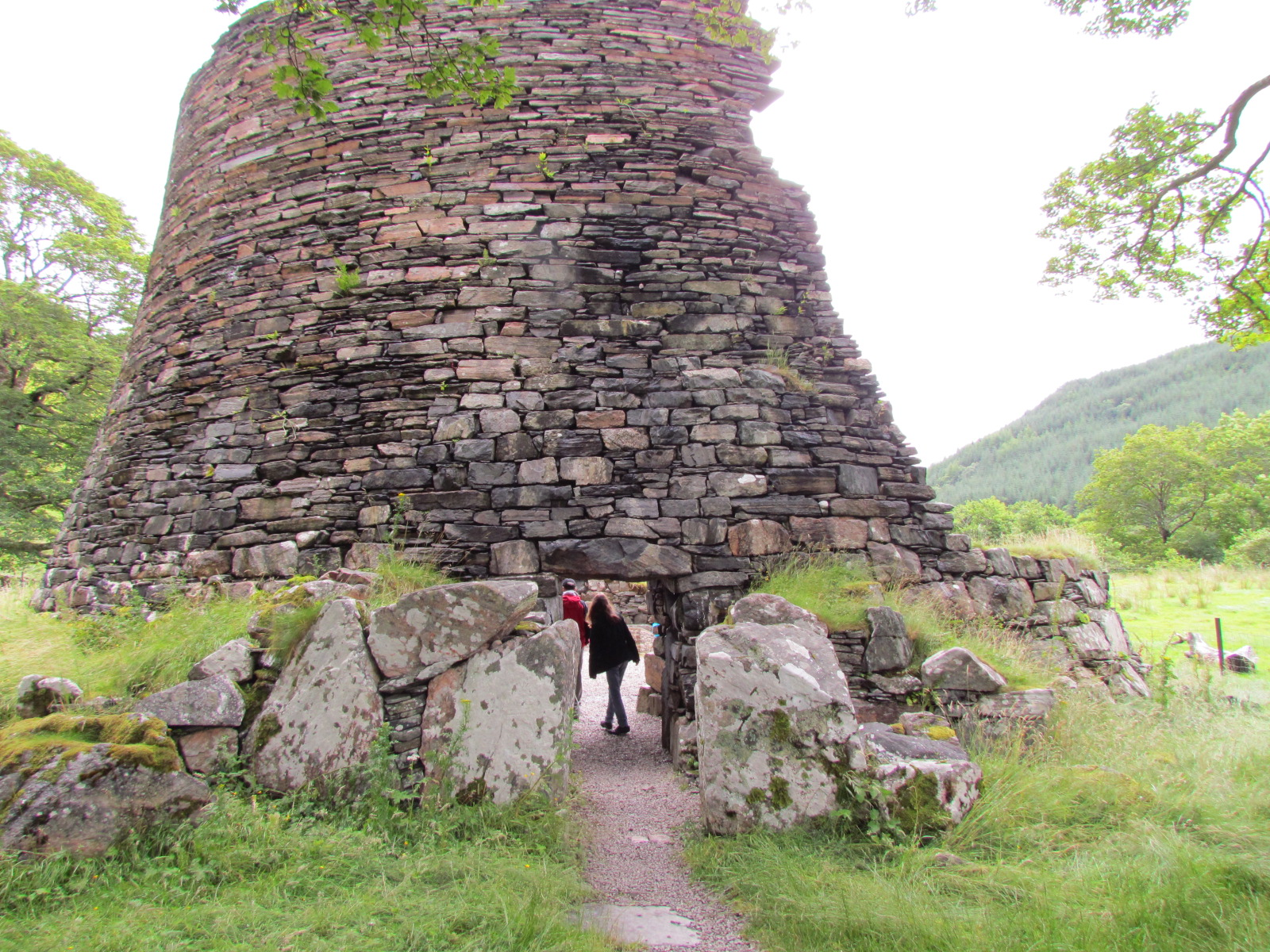
Dun Telve

Dun Telve (schottisch-gälisch Dùn Teilbh) ist einer der am besten erhaltenen eisenzeitlichen Brochs in Schottland. Er steht etwa 4 km südöstlich des Dorfes Glenelg, inmitten von Ackerland unweit des Ufers des Sound of Sleat in Sichtweite der Isle of Skye in den Highlands. In seiner Nähe liegen die Brochs Caisteal Grugaig und Dun Troddan. Die Bezeichnung Dun für Brochs wird oft im Westen Schottlands angetroffen, wo im Königreich Dalriada (300 bis 800 n. Chr.) Einflüsse aus Irland vorliegen, woher der Begriff stammt. Die Bezeichnung Broch, abgeleitet aus dem Norn, ist wesentlich jünger.

## Beschreibung
Dun Telve steht auf der Nordseite des Baches Abhainn a’ Ghlinne Bhig im Überschwemmungsgebiet des Gleann Beag („Kleines Tal“). Der Turm ist in einem guten Erhaltungszustand. Die etwa zur Hälfte des Umfangs und am oberen Ende fehlenden Steine des noch etwa 10 m hohen Brochs sollen für den Bau der Kaserne in Glenelg verwandt worden sein. Historic Scotland betreut Dun Telve und Dun Troddan.
Der Außendurchmesser beträgt etwa 18 m bei einer Wanddicke von 4 m und einem Innendurchmesser von 10 m. Der höchste Teil der Mauern steht etwa 10 m über dem Boden. Die Zugangspassage im Westen hat rechts eine lange Wächterzelle (englisch guard-cell). Im Norden liegt mittig ein Zugang zu einer Nische und einer Treppe, die im Uhrzeigersinn nach oben steigt. Die Mauer ist im oberen Bereich zweischalig bzw. hohl und nur in kurzen Abschnitten verbunden. Durch vertikale Galerien kann in das Innere der Mauer gesehen werden. In allen gut erhaltenen Brochs werden schmale Simse an der Innenwand gefunden. In Dun Telve gibt es zwei Simse. Der obere liegt 9 m über dem Boden und kann Teil einer Dachstruktur gewesen sein. Vor dem Zugang liegen die Überreste weiterer Gebäude, einschließlich der Basis einer rechteckigen Struktur im Nordwesten. Die in vertikale und horizontale Bereiche gegliederten Galerien zeigen die Fähigkeiten der Erbauer, für die es galt den Untergrund zu entlasten.